# Тихомиров, Николай Михайлович
Никола́й Миха́йлович Тихоми́ров (30 июня 1857, Вятка — 24 октября 1900, Ново-Николаевск) — русский инженер-путеец, строитель, общественный деятель, один из основателей Новосибирска.

## Биография
Родился 30 июня 1857 года в Вятке. Отец — отставной чиновник из Санкт-Петербурга — рано умер, оставив семерых детей. Мать сумела всем им дать образование.
Окончил Санкт-Петербургский институт инженеров путей сообщения со званием гражданского инженера и с правом производства строительных работ, а также правом на чин коллежского секретаря при вступлении на государственную службу. Определился помощником начальника дистанции в обществе Балтийских железных дорог, затем прибыл на постройку Самаро-Уфимской железной дороги для производства изысканий и составления проектов на участке Уфа-Златоуст.
На три года, с ноября 1890 года, зачислен в общество Оренбургских железных дорог. С весны 1893 года работа Н. М. Тихомирова связана со строительством Западно-Сибирской железной дороги. Приказом по Министерству путей сообщения от 2 марта 1893 года Тихомиров назначен начальником дистанции 1-го разряда. Руководил строительством моста через реку Ишим у Петропавловска. В 1896 году c семьёй переехал в посёлок Ново-Николаевский (ныне — город Новосибирск). Был назначен начальником девятого участка (Каргат — Кривощёково) службы ремонта пути на Томской железной дороге. Завершил строительство последнего пролёта железнодорожного моста через Обь.
В 1897 году возглавил строительство собора Александра Невского в Ново-Николаевске. Принимал участие в 1897 году в Первой всеобщей переписи населения, за что получил бронзовую медаль. Участвовал в организации в Новониколаевске первого добровольного пожарного общества, почётным членом которого был избран 8 декабря 1899 года.
Умер 24 октября 1900 года и был похоронен у стен собора, который строил. В 1971 году после обнаружения уничтоженной ранее могилы его останки были перезахоронены на Заельцовском кладбище.

## Память
4 ноября 2006 года на месте могилы Н. М. Тихомирова был установлен памятный камень, а 17 ноября 2010 года в рамках программы «Белый тополь» на месте захоронения был установлен мемориальный комплекс. Н. М. Тихомирову посвящён небольшой фильм российского кинорежиссёра Вячеслава Тихонова «Мост» (1988).
Именем Н. М. Тихомирова назван разъезд недалеко от станции Чулымская, а в честь него, в свою очередь, получил название посёлок Тихомировский.

## Награды
- Орден Святого Станислава 3-й степени
- Орден Святого Владимира
- Орден Святой Анны